# IC 4961
IC 4961 — галактика типу SBd () у сузір'ї Телескоп.
Цей об'єкт міститься в оригінальній редакції індексного каталогу.